# فجوة هاروودز
فجوة هاروودز هي حفرة كهف تقع في الشمال الغربي من الجزيرة الجنوبية لنيوزيلندا ، في حديقة أبيل تاسمان الوطنية، يبلغ عمقها 183 مترًا (600 قدمًا) ، وتعد أعمق حفرة في نيوزيلندا، دخل انسان إليها لأول مرة في عام 1958 ، بعد فترة طويلة من اكتشافها.

## جغرافيا
تشير الدلائل إلى أن نهرت ما كان يجري في المتطقة وهو السبب في تكوين فجوة هاروودز، ويبدو أن النهر قد غير مساره.، اليوم تحصل الفجوة على ا المياه من خلال المجاري والوديان الجافة المحيطة ؛  ثم تتسرب هذه المياه من خلال الصخور المحيطة، مما يؤدي إلى تفتت الصخور الذي سيؤدي تدريجيًا إلى ملئ الحفرة.
يبلغ قطر حفرة المدخل 50 مترًا (160 قدمًا) وعمقها 183 مترًا (600 قدمًا) ،وبذلك فهي تعد أعمق حفرة عمودية في نيوزيلندا، ونظرا لعمق الحفرة فإن الدخول إليه يتم بواسطة التشبث بحبل طويل ، ويرتفع الكهف ل357 مترًا (1،171 قدمًا) فوق مستوى سطح البحر.

## التاريخ
كان هنري هاروود (1844-1927) ، وجون هورتون وتوماس مانسون ، هم أول من عثر على الكهف، ولكنهم لم يدخلوا إليه،
 دخل الكهف لأول مرة من سبعة من مستكشفي الكهوف في صيف 1958، استخدموا رافعة منزلية تزن 255 كيلوجرامًا، وانزل أول شخص في 28 ديسمبر 1958، بعد اكتشافه أصبح يعد أعمق كهف في نيوزلندا، ولكن سرعان ما خسر اللقب بعد اكتشاف كهف نيتلبيد.
وفي 4 يناير 1960 ، كان سجل الكهف أول حالة وفاة حيث قُتل زعيم حملة الكهوف ، بيتر لامبرت ، بسقوط صخري.